# Harald Stenerud
Harald Stenerud (* 10. Mai 1897 in Moss; † 5. Februar 1976 in Bergen) war ein norwegischer Diskus- und Hammerwerfer.
Bei den Olympischen Spielen 1928 in Amsterdam wurde er Vierter im Diskuswurf. Im Hammerwurf schied er in der Qualifikation aus.
Zweimal wurde er Norwegischer Meister im Diskuswurf (1928, 1931) und siebenmal im Hammerwurf (1928–1931, 1933–1935). 1929 wurde er außerdem Englischer Meister im Diskuswurf.

## Persönliche Bestleistungen
- Diskuswurf: 47,20 m, 7. August 1929, Oslo
- Hammerwurf: 50,39 m, 18. August 1928, Oslo